# Пуэбло (город)
Пуэ́бло (англ. Pueblo) — город в одноимённом округе в штате Колорадо в Соединённых Штатах Америки.
Согласно данным переписи населения США 2020 года число жителей города 
составляло 111 876 человек.

## География
Город Пуэбло занимает территорию площадью в 117,5 км², из них 116,7 км² приходится на пригороды. Численность населения — 106,595 человек (на 2010 год). Находится на высоте 1,430 метров над уровнем моря. Восточнее города расположен аэропорт (Пуэбло Мемориал Аэропорт).

## История
Пуэбло является административным центром округа Пуэбло (Pueblo County) и расположен в центре штата Колорадо.
Был основан как форт трапперами и торговцами в 1842 году. В 1854 году он подвергся нападению индейцев, при котором большинство жителей погибли. В 1859 году, благодаря обнаруженным в Колорадо месторождениям золота, город некоторое время процветал. В 70-х — 80-х годах XX века Пуэбло становится одним из крупнейших производителей стали в США.
В 1954 году город был награждён премией «All-America City Award» (с англ. — «Всеамериканский город») присуждаемой Национальной гражданской лигой, которую неофициально называют «Нобелевской премией за конструктивное гражданство» и которая выдается за активную гражданскую позицию жителей некорпоративных сообществ Соединённых Штатов в жизни местного самоуправления. 
В Пуэбло родился Дэвид Паккард — один из основателей корпорации Hewlett-Packard.

## Экономика
В городе расположен металлургический завод компании Евраз.

## Города-побратимы
- Бергамо, Италия
- Лукка-Сикула, Италия
- Чиуауа, Мексика
- Пуэбла, Мексика
- Вэйфан, Китай
- Марибор, Словения